# 16.ª etapa do Tour de France de 2021
A 16.ª etapa do Tour de France de 2021 teve lugar a 13 de julho de 2021 entre Pas de la Casa e Saint-Gaudens sobre um percurso de 169 km e foi vencida pelo austriaco Patrick Konrad da equipa Bora-Hansgrohe. O esloveno Tadej Pogačar conseguiu manter a liderança um dia mais.

## Classificação da etapa
| Pas de la Casa - Saint-Gaudens | etapa escarpada | (169 km) |

| \| Classificação por etapas \| Classificação por etapas \| Classificação por etapas \| Classificação por etapas \| Classificação por etapas \| \| Ciclista \| Ciclista \| Equipe \| Tempo \| \| \| ------------------------ \| ------------------------ \| ---------------------------------- \| ------------------------ \| ------------------------ \| \| 1. \| Patrick Konrad \| Bora-Hansgrohe \| 4h01m59s \| \| \| 2. \| Sonny Colbrelli \| Bahrain Victorious \| + 42s \| \| \| 3. \| Michael Matthews \| BikeExchange \| + 42s \| \| \| 4. \| Pierre-Luc Périchon \| Cofidis \| + 42s \| \| \| 5. \| Franck Bonnamour \| B&B Hotels p/b KTM \| + 42s \| \| \| 6. \| Alex Aranburu \| Astana-Premier Tech \| + 42s \| \| \| 7. \| Toms Skujiņš \| Trek-Segafredo \| + 45s \| \| \| 8. \| Jan Bakelants \| Intermarché-Wanty-Gobert Matériaux \| + 45s \| \| \| 9. \| David Gaudu \| Groupama-FDJ \| + 47s \| \| \| 10. \| Lorenzo Rota \| Intermarché-Wanty-Gobert Matériaux \| + 1m03s \| \| |                     |                                    |          |
| |                     |                                    |          |
| Fonte: ProCyclingStats |                     |                                    |          |
| Classificação por etapas |                     |                                    |          |
| Ciclista | Ciclista            | Equipe                             | Tempo    |
| 1. | Patrick Konrad      | Bora-Hansgrohe                     | 4h01m59s |
| 2. | Sonny Colbrelli     | Bahrain Victorious                 | + 42s    |
| 3. | Michael Matthews    | BikeExchange                       | + 42s    |
| 4. | Pierre-Luc Périchon | Cofidis                            | + 42s    |
| 5. | Franck Bonnamour    | B&B Hotels p/b KTM                 | + 42s    |
| 6. | Alex Aranburu       | Astana-Premier Tech                | + 42s    |
| 7. | Toms Skujiņš        | Trek-Segafredo                     | + 45s    |
| 8. | Jan Bakelants       | Intermarché-Wanty-Gobert Matériaux | + 45s    |
| 9. | David Gaudu         | Groupama-FDJ                       | + 47s    |
| 10. | Lorenzo Rota        | Intermarché-Wanty-Gobert Matériaux | + 1m03s  |

## Classificações ao final da etapa

### Classificação geral(Maillot Jaune)
| \| Classificação geral \| Classificação geral \| Classificação geral \| Classificação geral \| Classificação geral \| \| Ciclista \| Ciclista \| Equipe \| Tempo \| \| \| ------------------- \| ------------------- \| ------------------- \| ------------------- \| ------------------- \| \| 1. \| Tadej Pogačar \| UAE Team Emirates \| 66h23m06s \| \| \| 2. \| Rigoberto Urán \| EF Education-Nippo \| + 5m18s \| \| \| 3. \| Jonas Vingegaard \| Jumbo-Visma \| + 5m32s \| \| \| 4. \| Richard Carapaz \| Ineos Grenadiers \| + 5m33s \| \| \| 5. \| Ben O'Connor \| AG2R Citroën Team \| + 5m58s \| \| \| 6. \| Wilco Kelderman \| Bora-Hansgrohe \| + 6m16s \| \| \| 7. \| Alexey Lutsenko \| Astana-Premier Tech \| + 7m01s \| \| \| 8. \| Enric Mas \| Movistar Team \| + 7m11s \| \| \| 9. \| Guillaume Martin \| Cofidis \| + 8m02s \| \| \| 10. \| Pello Bilbao \| Bahrain Victorious \| + 10m59s \| \| |                  |                     |           |
| |                  |                     |           |
| Fonte: ProCyclingStats |                  |                     |           |
| Classificação geral |                  |                     |           |
| Ciclista | Ciclista         | Equipe              | Tempo     |
| 1. | Tadej Pogačar    | UAE Team Emirates   | 66h23m06s |
| 2. | Rigoberto Urán   | EF Education-Nippo  | + 5m18s   |
| 3. | Jonas Vingegaard | Jumbo-Visma         | + 5m32s   |
| 4. | Richard Carapaz  | Ineos Grenadiers    | + 5m33s   |
| 5. | Ben O'Connor     | AG2R Citroën Team   | + 5m58s   |
| 6. | Wilco Kelderman  | Bora-Hansgrohe      | + 6m16s   |
| 7. | Alexey Lutsenko  | Astana-Premier Tech | + 7m01s   |
| 8. | Enric Mas        | Movistar Team       | + 7m11s   |
| 9. | Guillaume Martin | Cofidis             | + 8m02s   |
| 10. | Pello Bilbao     | Bahrain Victorious  | + 10m59s  |

### Classificação por pontos(Maillot Vert)
| Classificação por pontos | Classificação por pontos | Classificação por pontos | Classificação por pontos | Classificação por pontos |
| Ciclista                 | Ciclista                 | Equipe                   | Pontos                   |                          |
| ------------------------ | ------------------------ | ------------------------ | ------------------------ | ------------------------ |
| 1.                       | Mark Cavendish           | Deceuninck-Quick Step    | 279 pts                  |                          |
| 2.                       | Michael Matthews         | BikeExchange             | 242 pts                  |                          |
| 3.                       | Sonny Colbrelli          | Bahrain Victorious       | 195 pts                  |                          |
| 4.                       | Jasper Philipsen         | Alpecin-Fenix            | 174 pts                  |                          |
| 5.                       | Julian Alaphilippe       | Deceuninck-Quick Step    | 135 pts                  |                          |
| 6.                       | Tadej Pogačar            | UAE Team Emirates        | 106 pts                  |                          |
| 7.                       | Wout van Aert            | Jumbo-Visma              | 101 pts                  |                          |
| 8.                       | Michael Mørkøv           | Deceuninck-Quick Step    | 95 pts                   |                          |
| 9.                       | Patrick Konrad           | Bora-Hansgrohe           | 85 pts                   |                          |
| 10.                      | Matej Mohorič            | Bahrain Victorious       | 81 pts                   |                          |

### Classificação da montanha(Maillot à Pois Rouges)
| Classificação da montanha | Classificação da montanha | Classificação da montanha | Classificação da montanha | Classificação da montanha |
| Ciclista                  | Ciclista                  | Equipe                    | Pontos                    |                           |
| ------------------------- | ------------------------- | ------------------------- | ------------------------- | ------------------------- |
| 1.                        | Wout Poels                | Bahrain Victorious        | 74 pts                    |                           |
| 2.                        | Michael Woods             | Israel Start-Up Nation    | 66 pts                    |                           |
| 3.                        | Nairo Quintana            | Arkéa-Samsic              | 64 pts                    |                           |
| 4.                        | Wout van Aert             | Jumbo-Visma               | 64 pts                    |                           |
| 5.                        | Bauke Mollema             | Trek-Segafredo            | 41 pts                    |                           |
| 6.                        | Kenny Elissonde           | Trek-Segafredo            | 27 pts                    |                           |
| 7.                        | Tadej Pogačar             | UAE Team Emirates         | 26 pts                    |                           |
| 8.                        | Ben O'Connor              | AG2R Citroën Team         | 24 pts                    |                           |
| 9.                        | Sergio Higuita            | EF Education-Nippo        | 24 pts                    |                           |
| 10.                       | Julian Alaphilippe        | Deceuninck-Quick Step     | 20 pts                    |                           |

### Classificação do melhor jovem(Maillot Blanc)
| Classificação dos jovens | Classificação dos jovens | Classificação dos jovens | Classificação dos jovens | Classificação dos jovens |
| Ciclista                 | Ciclista                 | Equipe                   | Tempo                    |                          |
| ------------------------ | ------------------------ | ------------------------ | ------------------------ | ------------------------ |
| 1.                       | Tadej Pogačar            | UAE Team Emirates        | 66h23m06s                |                          |
| 2.                       | Jonas Vingegaard         | Jumbo-Visma              | + 5m32s                  |                          |
| 3.                       | David Gaudu              | Groupama-FDJ             | + 14m13s                 |                          |
| 4.                       | Aurélien Paret-Peintre   | AG2R Citroën Team        | + 22m10s                 |                          |
| 5.                       | Sergio Higuita           | EF Education-Nippo       | + 1h00m19s               |                          |
| 6.                       | Mark Donovan             | Team DSM                 | + 1h25m42s               |                          |
| 7.                       | Valentin Madouas         | Groupama-FDJ             | + 1h28m23s               |                          |
| 8.                       | Neilson Powless          | EF Education-Nippo       | + 1h33m57s               |                          |
| 9.                       | Jonas Rutsch             | EF Education-Nippo       | + 1h56m55s               |                          |
| 10.                      | Brent Van Moer           | Lotto-Soudal             | + 2h03m35s               |                          |

### Classificação por equipas(Classement par Équipe)
| Classificação por equipes | Classificação por equipes | Classificação por equipes | Classificação por equipes |
| Equipe                    | Equipe                    | Tempo                     |                           |
| ------------------------- | ------------------------- | ------------------------- | ------------------------- |
| 1.                        | Bahrain Victorious        | 199h35m14s                |                           |
| 2.                        | EF Education-Nippo        | + 35m42s                  |                           |
| 3.                        | AG2R Citroën Team         | + 50m26s                  |                           |
| 4.                        | Trek-Segafredo            | + 51m16s                  |                           |
| 5.                        | Jumbo-Visma               | + 55m45s                  |                           |
| 6.                        | Ineos Grenadiers          | + 58m06s                  |                           |
| 7.                        | Bora-Hansgrohe            | + 59m50s                  |                           |
| 8.                        | Astana-Premier Tech       | + 1h07m19s                |                           |
| 9.                        | Movistar Team             | + 1h20m30s                |                           |
| 10.                       | UAE Team Emirates         | + 1h59m12s                |                           |

## Abandonos
Vincenzo Nibali e Amund Grøndahl Jansen não tomaram a saída.